# Apemosyne
Apemosyne (altgriechisch Ἀπημοσύνη Apēmosýnē) ist in der griechischen Mythologie die Tochter des Katreus und somit Schwester des Althaimenes, der Klymene und der Aërope.
Der Legende nach sagte ein Orakel Katreus voraus, dass er von einem seiner Kinder umgebracht werden würde. Um das zu verhindern, schickte dieser seine Kinder aus Kreta fort. Apemosyne und ihr Bruder Althaimenes verließen Kreta in Richtung Rhodos. Dort hatte sich Hermes in sie verliebt, konnte ihre Gunst aber nicht gewinnen. Um sie doch noch zu bekommen, legte Hermes Fallen auf ihrem Weg aus und vergewaltigte sie später. Als Apemosyne dies ihrem Bruder erzählte, glaubte er ihr nicht und wurde so wütend auf sie, dass er sie zu Tode trat.